# Siegbert Rampe
Siegbert Rampe (Pforzheim, 9 febbraio 1964 – Pforzheim, 2 febbraio 2025) è stato un direttore d'orchestra, clavicembalista e organista tedesco.

## Biografia
Studia composizione a Stoccarda, Amsterdam e Salisburgo, approfondendo la tecnica musicale su diversi strumenti, come organo, pianoforte, fortepiano, clavicembalo, con la guida di prestigiosi insegnanti, tra cui Kenneth Gilbert, Ton Koopman e Ludger Lohmann.
Inizia l'attività concertistica in Italia nel 1983, esibendosi al Festival internazionale di Ferrara. Nel 1988 fonda l'orchestra Nova stravaganza, specializzata in esecuzioni con strumenti d'epoca di musica barocca. Partecipa sia come strumentista che come direttore d'orchestra a numerosi festival musicali in diversi paesi europei, in Giappone e negli Stati Uniti.
Si dedica anche all'insegnamento, prima presso la Folkwang Universität di Essen, poi al Mozarteum di Salisburgo; dal 2005 al 2007 è docente all'Arizona State University.
I suoi studi sulla musica mozartiana, su Bach e Antonio Vivaldi sono pubblicati su riviste e in alcuni libri. Numerose anche le registrazioni di brani di compositori di musica barocca, da Johann Sebastian Bach a Jean-Philippe Rameau, Georg Friedrich Händel, ad Antonio Vivaldi.

## Opere
- Mozarts Claviermusik: Klangwelt und Aufführungspraxis. Ein Handbuch, Baerenreiter-Verlag, 1995, p. 402
- Bachs Orchestermusik: Entstehung, Klangwelt, Interpretation. Ein Handbuch, Baerenreiter-Verlag, 2000, p. 507
- Bach-Handbuch 4. Bachs Klavier- und Orgelwerke: Bd. 4, Laaber Verlag, 2007, p. 1050

## Discografia
- 1992 - Händel: 7 Trio Sonatas, Op. 5 (Intercord Klassische Diskothek) (Intercord)
- 2000 - Johann Jacob Froberger, Meditation: Lamentation for Ferdinand III; Partitas for Harpsichord (EMI Classics)
- 2008 - Dietrich Buxtehude - Johann Sebastian Bach, Organ music for Christmas time (MDG)
- 2008 - Georg Friedrich Händel, Clavier Works (MDG)
- 2009 - Mozart, Complete Clavier Works Vol.10 (MDG)
- 2010 - Johann Christoph Graupner, Orchestral works (MDG)
- 2011 - Mozart, Complete Clavier Works Vol. 6 (MDG)
- 2012 - Johann Jacob Froberger, Musica per clavicembalo (Virgin Classics)